# Maria Czanerle
Maria Czanerle (ur. 14 lipca 1916 we Lwowie, zm. 22 maja 1983 w Warszawie) – polska pisarka, krytyk literacki i teatralny.

## Życiorys
W 1939 ukończyła filologię polską na Uniwersytecie Jana Kazimierza we Lwowie, po wybuchu II wojny światowej jej rodzina została zesłana za Ural. Podczas organizowania Armii Polskiej w ZSRR udało jej się przedostać do I Brygady Pancernej im. Bohaterów Westerplatte. Po zakończeniu wojny zamieszkała w Warszawie, po powstaniu Polskiej Zjednoczonej Partii Robotniczej została instruktorem do spraw teatru w Wydziale Kultury Komitetu Centralnego. Od 1954 pełniła funkcję zastępcy redaktora naczelnego czasopisma „Teatr”, gdzie zamieszczała swoje recenzje i felietony. Poza pracą dziennikarską była autorką książek na temat współczesnego świata teatru, pisała o kulisach powstawania przedstawień teatralnych, życiu aktorów i ich pracy.

## Twórczość

### Książki
- 22 Lipca, montaż historyczno-literacki, Warszawa 1950 (opracowanie wspólnie z Anną Milską)
- Teatr pokolenia
- Twarze i maski
- Panie i panowie teatru
- Awanse i romanse
- Gustaw Holoubek: Notatki o aktorze myślącym
- Między zimą a wiosną
- Szajna i morze

### Sztuki teatralne
- Być, tylko być
- Gulgutiera